# Pilosocereus urbanianus
Pilosocereus urbanianus là một loài thực vật có hoa trong họ Cactaceae. Loài này được (K. Schum.) Byles & G.D. Rowley miêu tả khoa học đầu tiên năm 1957.